# 都会のトム&ソーヤ
『都会のトム＆ソーヤ』（まちのトムアンドソーヤ）は、はやみねかおるによる児童文学の推理小説シリーズ。にしけいこの表紙と挿絵により、YA!ENTERTAINMENT（講談社）より2003年10月から刊行されている。略称は「マチトム」。2021年6月時点でシリーズ累計発行部数は200万部を突破している。「自称」ごく平凡な中学生と大財閥の息子のクラスメイト2人による「究極のゲーム」を巡る冒険を描く物語。
『少年マガジンエッジ』（講談社）にてフクシマハルカによるコミカライズが2016年1月号から2017年4月号まで連載された。
2019年7月28日のはやみねのサイン会にて実写映画化が発表され、2021年7月30日に公開。同年7月16日から連続ドラマが開始。

## あらすじ
どんな状況下でも生還できるサバイバル精神を持ち、平凡で塾通いに追われる毎日を過ごす内藤内人（ないとう ないと）と、大財閥「竜王グループ」の跡取りで学校創設以来の秀才との呼び名が高い、知的頭脳派の竜王創也（りゅうおう そうや）は、都会を舞台に、究極のR.RPG（リアル・ロールプレイングゲーム）を作るために冒険する。

## 登場人物
演は映画版・ウェブドラマ版での俳優。

### 南北磁石
内藤 内人（ないとう ないと）
演 - 城桧吏
身長159センチメートル、体重49キログラム、12月25日生まれ、血液型O型。
物語の語り手である。一人称は「ぼく」。創也のことは呼び捨てで「創也」と呼んでいる。
自称「どこにでも居る平凡な中学2年生」、成績もスポーツも平均的で、毎日のように塾通いに追われているため慢性の寝不足。だが、幼い頃から山にこもって祖母に教わった数々のサバイバルの知恵をもとに、どんな状況でも切り抜けられるサバイバル能力を持っている。作中ではポケットの中の物だけで火をおこし、正規の道具無しで野宿をしたほか、砂糖で車を壊すなどプロ顔負けである。おばあちゃんから貰った折れた日本刀のナイフを、「武器」ではなく「道具」として使っている。創也からは度々「ドラえもん」と呼ばれており、謎解き専門の創也に対して事件を解決するのは大抵彼である。猟師だった祖父譲りで目がよく、両目とも2.0ある。ひょんな事から創也の親友となり、彼の冒険にいつも付き合わされている。
クラスメイトの堀越美晴に淡すぎる恋心を持っており、3巻を皮切りにデートをするための計画(S計画など)を何度か立てるがことごとく失敗する。また、よく堀越美晴の名前につられ、創也と共に危険な目にあっている。
南北磁石ではシナリオを担当しており、将来の夢は小説家のよう。しかし、夢を叶えるための努力は特にしていない。少ない娯楽の一つは、弁当を食べながらそれを包んでいた古新聞を読むこと。タダの物はすべてもらう主義であり、無料で配っているティッシュや、子供向けの風船、シュガースティックまでもらってしまう。ゴミ箱をあさっていろいろな品を探すところが似合っているため、創也から「ベストダスター」の称号を貰ったこともある。こうして手に入れた何気ない物品が危機を救うことが多い。また、死ぬことよりも祖母に怒られることを怖がっている。
竜王 創也（りゅうおう そうや）
演 - 酒井大地
身長163センチメートル、体重50キログラム、4月10日生まれ、血液型AB型。
内人の同級生。一人称は内人同様「ぼく」。内人のことは「内人くん」と君付けで呼ぶ。
学校始まって以来の秀才と言われる程、頭脳明晰。ノートも取らずに常にテストはトップクラス。だが運動は苦手。大財閥「竜王グループ」の一人息子でグループの跡取りだが、本人には「世界最高のゲームクリエイターになり、究極のゲームを作る」という夢があり、「竜王グループは自分には関係ない」と言っている。自分の夢を貶されるのをとても嫌がるが、その分他人の夢も尊重している。役に立ちそうもない雑学をたくさん持っており、一見、頭脳明晰・冷静沈着だが、実際には猪突猛進で、よく後先の事を考えずに行動する。その為、いざというときにピンチになり、最終的には内人頼りになる事が多い。内人からは「猪突猛進の大馬鹿野郎」と形容されている。
始めはクラスでは浮いた存在となっていたが、内人と付き合うようになってからは、それなりに打ち解けるようになってきた。3Dボウリング(学校の屋上からバスケットボールを転がし、昇降口前に並べた十本のペットボトルを倒すゲーム)では細かな計算が必要なため創也が初めてストライクを出した。内人と一緒に「音楽室野球(MUSICROOMBASEBALL)」で「南北(SN)」というチームを組んだ文化祭の時は、口ではいろいろ言いながらも、かなり積極的に行動し、達夫たちのバンド「ナンバンズ」にはキーボードとして参加した。ハンサムなため女子からの人気は高いが、本人は恋愛を「ゲームを作る上でのデータ」としか考えておらず、発展する見込みはない。そのため、堀越美晴に好意を寄せられているが、クラスメイト以上の認識は持っていない。しかし、「ぼくは、心にビビっときた女の子と恋愛をする」と話している。また。謎の集団「頭脳集団(プランナ)」の正式名称を探っているため命の危険にさらされたことも。
好きなものはクラシック音楽とダージリンティーである。
ワインレッドのフレームの眼鏡をかけているが、実は伊達眼鏡で、裸眼の視力は2.0である。伊達眼鏡は｢眼鏡をかけると賢そうに見えるから｣という母親(竜王グループの社長)の命令でかけている。運動神経は皆無であり、鉄棒の逆上がりも出来なく、スキップもできない。最近内人の特訓で自転車にやっと乗れるようになった。また、不器用なのでエプロンの紐を後ろで結ぶこともできない他、ガムを膨らませることもできないし、口笛も吹けない。(女子には「そういうところがかわいい〜」と言われている)ただ、紅茶には詳しく厳しいが、料理は下手である。そのため、「僕の家においで」では、料理を作ると言っている創也に対し、内人は嫌がっていた。
現在のままいくと、24年後には竜王グループ総帥にふさわしい人物になるらしいが、もし内人が側にいれば竜王グループ総帥の座が小さいほどの大人物になると、AKB24が作中で述べている。
最も恐れている人物は、実の祖母（竜王グループの会長）であり、叱られた事を思い出すだけで顔が青くなる。どんな人かと問えば鬼という。また、お目付け役の二階堂卓也のことも恐れており、彼がいないときはのびのびとしている。
家族の話をすると不機嫌になる。
学校が終わるとたいていは、「砦」と呼んでいる4階建ての廃ビルで過ごすことが多い。砦の中では紅茶を飲みながらパソコンに向かい、ゲーム作りに関する情報収集など行っている。
「ときに」というときはたいてい悪巧みを思いついている。

### 同級生
堀越 美晴（ほりこし みはる）
演 - 豊嶋花
身長155センチメートル、体重不明、7月20日生まれ、血液型B型。
内人と創也のクラスメイト。
内人が思いを寄せる相手だが、本人は創也のことが好き。大きな丸眼鏡がトレードマークで穏やかな印象の少女。内人とは生活指導の抜き打ちチェックから助けられた事を切っ掛けに知り合うが、彼の恋心には全く気付いて居らず、度々創也への仲立ちを頼んで内人をやきもちさせる。昔から勘が良く、クイズ番組に出たときは3〜9問までほとんど山勘で答え正解するほど。クラスでは見た目よりしたたかだとささやかれている。
父親(堀越 隆文)がテレビのディレクターであり、これを縁に以後内人達と度々交流する事になる。
西沢 達夫（にしざわ たつお）
演 - りきまる
内人達の同級生で典型的なスポーツ少年。姓は映画版で判明。
学校唯一のロックバンド「ナンバンズ」に所属している。2組の愛子に恋をしているが、本人には全く相手にされていない。
真田 志穂（さなだ しほ）
演 - 渡邉心結
身長150センチメートル、体重不明、12月18日生まれ、血液型O型。
通称は「真田女史」。代々時見の一家に生まれ、祖母のほか将棋棋士の父、漫画家の母も時見である。特に母親は「時見殺し」と呼ばれる時見を超えた時見。志穂自身も優秀な時見であり、「こんなこともあろうかと思って」が決め台詞である。クラスの中で唯一、創也と対等に話ができ、内人達からも一目置かれている存在。同級生の健一に恋をしており、彼だけに可愛い笑顔を見せる。健一との未来を予測した「因果応報」という日記を書いている。
西本 健一（にしもと けんいち）
演 - 吉原徠地
内人達の同級生。
落語が好きで、将来の夢は落語家、文化祭では「三遊亭たぬたぬ」と名乗って落語を披露した。都市伝説に詳しい。真田女史とは相思相愛だが、互いに初心なため告白には至っていない。後先考えずに行動してしまい要領が悪いため、小学生のときは下の学年から見下されていたが、人を笑顔にすることを考える心優しい性格である。また、憧れる存在は「三遊亭楽小」である。
野崎 竜之介（のざき りゅうのすけ）
野崎漬物店の一人息子。3巻で登場した。
東川 綾子（ひがしかわ あやこ）
演 - 山下森羅
内人たちの隣のクラスの女子。姓は映画版で判明。
達夫に片思いをしていたが、転校することになったため、内人に達夫達の文化祭ライブをビデオカメラに撮影するよう頼んだ。3巻で登場。
旗本（はたもと）
見た目がかったるい感じで、最小限のことしかしない。実力テストはトップクラス。

### 栗井栄太
栗井 栄太（くりい えいた）とは、伝説のゲームクリエイター。名前は「クリエイター」から取られている。
当初は1人の男だと思われていたが、その正体は神宮寺直人、鷲尾麗亜、ジュリアス・ワーナー、柳川博行という4人組である。創也のライバル的存在。神宮寺いわく「4人揃ってこそ栗井栄太だ」とのこと。四人が住む家には罠が仕掛けてあり、簡単には入れない。なお、世間に顔を出す場合はイータ・エリックと名乗っている。
神宮寺 直人（じんぐうじ なおひと）
演 - 市原隼人
身長188センチメートル、体重63キログラム、4月4日生まれ、血液型AB型。
ハンサムで背が高い男性。白のスーツに色シャツとヤクザのような格好をしており。言動も軽い。年齢は31歳。
栗井栄太のリーダーだが、特に尖った能力があるわけではなく、仕事内容は「雑用」と、内人にはリーダーである事に疑問を持たれていたが、時折見せるカリスマ的な言動や自由人ばかりのメンバーを纏めている事から只者ではないことを伺わせる。栗井栄太の中ではたいていのことをほかのメンバーに相談せず、独断で決定できる権限を持っている。金持ちにも関わらず、いつも土木工事などのアルバイトをしている。「ゲームの館」を作ったのも彼である。
趣味はセンスのないネクタイ集めであり、それらを手に入れるために危険な目にあったことがあると本人は語っている。
だが、15巻から出てくる梨田奈亜と意外なところで関係を持っている。
鷲尾 麗亜（わしお れいあ）
演 - 本田翼
身長165センチメートル、体重不明、9月8日生まれ、血液型O型。
表向きは売れっ子の冒険作家。内人曰く、「冒険する作家に見える」と言われる。栗井栄太としてはゲームシナリオを担当。他のメンバーからは「姫」と呼ばれている。本人はスター・ウォーズのレイア姫が由来だと主張しているが、神宮寺に言わせるとわがままなことからそう呼んでいる。いつもは「ゲームの館」の近くのマンションに住んでいるが作家活動で締め切りが迫るとホテルに缶詰めになり、さらに切羽詰まってくると館に逃げ込んできて悲鳴などを上げ、大騒ぎする。自分の悪口や秘密に関することに関しては、彼女の耳は地獄耳になる。また、自らの年齢や料理の残念な才能を貶されると、すぐに手を出す。栗井栄太の中で一番恐ろしいのは彼女かもしれない。酒好きで、特にお気に入りは高級ワイン。だが、それのおつまみは駄菓子（酢昆布）という、異常な味覚を持っている。異常なほど赤が好きで、靴はエナメルの赤いハイヒールを何足も持っている。また、いつも着ているのは赤いスーツだったりドレスだったりと全身を赤に包んだ女性。内人と創也のことは「キッズたち」と呼び投げキッスをしてくるが、内人たちはそれをいつも避け、麗亜が大きく舌打ちをする、というのが毎回の恒例になっている。
常に駄菓子を持ち歩いており、お気に入りは酢昆布である。料理の腕前は「狩の餌になるが生け捕りには不向き」と評されるほど下手で、味は毒にも匹敵する。だが、彼女自身は料理の才能が全くないことに気付いていない。ゲームを作ることは、死ぬまでの暇つぶしだという。創也や内人に期待していて、栗井栄太の中では最も二人と友好的な関係を築いている。
柳川 博行（やながわ ひろゆき）
演 - 森崎ウィン
身長176センチメートル、体重65キログラム、11月9日生まれ、血液型A型。
無口な美大生。ニックネームは「ウイロウ」。その理由は本人曰く名古屋名物のういろう（特に白いもの）が好きなためである。しかし、神宮寺からは、「柳」の英語である「willow（ウイロウ）」から来ていると思われている。ゲーム作成に置いては音楽とグラフィック、アクションシーンなどを担当。ゲームを作っているのは、音楽やグラフィックよりも好きなことをしないようにするためだという。また、マレー語をしゃべれる他演技派で、DOUBLEでは創也をほぼ完璧に演じきった。
二階堂卓也が「自分より強い人」と発言し、実際に内人の前で指ではじいただけでカップを真っ二つに割っていることからその実力は計り知れない。しかし肝心な場面では、何らかの理由（体調不良など）により役に立たないことが多い。いつか内人と決闘をすることを楽しみにしている。
料理の腕前は超一流でレストランが開けるほどで、堀越美晴の父親が番組出演を持ちかけるほど。趣味は薬草を育てる事。ときたまジュリアス曰く「傭兵」に行っている。
19巻では音に色があるなどと言っている。そのせいで幼少期には母親に嫌われており、友達もいなかった。
ジュリアス・ワーナー
演 - 玉井詩織（ももいろクローバーZ）
身長155センチメートル、体重44キログラム、5月5日生まれ、血液型O型。
小学校6年生の少年。金髪に碧眼と、純外国人に見え、内人も初対面時は英語で話しかけたが、国籍や生まれ育った場所は日本。そのため日本語以外は話せない。有名私立小学校に通っている。ゲーム作成ではプログラム担当。
幼いころ両親をなくし、神宮寺直人に助けられた。このとき、悲しみから心を守るために別人格である「妹」ジュリエットが生まれた。
「IN塀戸」ではゲームのデバッグをしていた。
なお、彼は小学校へ行く以外の外出時は女装する様で、女装中はジュリエットになり、大阪弁を喋る。ジュリエットが存在していないことに勘付いている描写がある。
栗井栄太視点の話はだいたいがジュリアス視点。また、冷静で栗井栄太の個性的な人物を客観的に見ることができる。

### 竜王グループ
作中の超一流企業。
「デジタルからアナログまで生活をサポートする竜王グループ」というキャッチコピーが有名。だが、その他「ゆりかごから墓場まで」などバリエーションが出てきた様子。
二階堂 卓也（にかいどう たくや）
演 - 中川大志
身長192センチメートル、体重72キログラム、3月3日生まれ、血液型A型。
竜王グループの特殊任務部雑務課主任補佐であり、苦労人のサラリーマン。
創也のボディーガードでお目付け役。身長192センチと長身。武術の達人で、プロボクシング選手の矢吹が手も足も出ないほど、自分の仕事を邪魔される事を何よりも嫌う。なかなかの美形。テレビ局での騒動ではその闘いぶりからテレビ局の映画会社からスカウトが来たほど。趣味は転職情報誌の「転職こそ天職」を読むこと（目当ては保育士の仕事だが、申し込んでも毎回不採用通知が届く）。
夢は「子供に好かれる、やさしい保育士」になる事であるが、その笑顔は泣く子も黙る程であり。内人達に言わせれば「絶対無理」である。行動が予測不能である園児を相手にするために編み出した、保育士に必要な動作を盛り込んである保育士拳（ほいくしけん）なるものの使い手（彼一人しか使い手はいない）。さらに謎の老師の教えで保育士拳に「愛」を取り入れた結果、現在は保育士拳 愛の発展型という強化型になっている。保育士拳の正式衣装はかわいいひよこのついたエプロン。
愛車、74年型のダッジ･モナコ440。上司の黒川部長を彼の自由すぎる性格から嫌っている。一度、保育園にスカウトされたことがあったが、黒川部長に阻止された。
黒川 雄一（くろかわ）
身長170センチメートル、体重不明、8月31日生まれ、血液型B型。
竜王グループの社員であり、二階堂卓也の上司にあたる特殊任務部部長。
強いとか弱いとかではなくただひたすらに「運のいい人」と称されている。お茶目な性格のため、二階堂卓也からは煙たがられている（卓也が着メロを変えるたびにそれを知っている）。そして、卓也に電話をかけると「やっほー！」といい、その後卓也に「るんたった」と言わせている。また、TSM-トップ・シークレット・ミッション（黒川曰く超極秘任務）と称して、毎回卓也をひまつぶしにつきあわせる。学生のときに今川寮にいて、井上快人や、川村春奈（僕と先輩のマジカル・ライフに登場）とも知り合いだった。
羽水さん（うすい）
竜王グループ特殊任務部雑務課。
卓也さんの代りに時々創也のボディーガードをしている。とても影が薄いがその実力は二階堂卓也に劣らない。
また、二階堂卓也と後ろ姿が似ている。　　　　　　　　　　　　　　　　　　　　　　
創也の祖母
竜王グループの会長。本名は竜王総乃。
気品があるが厳しく、創也から恐れられている。創也曰く鬼。しかし、孫思いの優しいところもある。酒飲みであるという描写がある。竜王グループの屋上に畑を作っている。人外と話し合いをしていると噂されている。
AKB24
竜王グループが作ったホームセキュリティーシステムで、侵入者から24時間契約者の財産を守るため、倉木伶教授が開発した。しかしその真の目的は、竜王創也を24年後まで竜王グループの総帥としてサポートするもの。内人には「どこかのアイドルグループみたい」と言われているが、実際にそれを意識しているかどうかは不明である。
『AKB』は、表向きはAutomation Key Barrierの略となっているが、本当はAfter King's Brain―後の王の頭脳―の略。進化をとげており、「AKB24PG（パーフェクト・グレート）」からタウンセキュリティーシステム「AKB24PGATM（パーフェクト・グレート・アンチ・テロモード）」にまでなっている。

### 頭脳集団（プランナ）
依頼があればペットの誕生日会から二酸化炭素削減国際会議の企画書、銀行強盗の犯罪計画までどんな計画書もつくってしまう集団。
迷宮入りした事件の約2割が頭脳集団が関わっているらしい。日本警察は存在すら知らず、竜王グループもこの組織の名称すら不明なため便宜的に「頭脳集団」とつけている（栗井栄太は「作戦屋（ミッションや）」と呼んでいる）。存在を公にすることを嫌い、名称を知ろうとした内人達はかなり危険な目にあった。構成員は一切不明だが、組織の名前も知らずに協力している一般人も多い。時見も複数所属している様子。南北磁石（内人と創也）が作るゲームは障害になると判断しており、二人を排除しようとしている。（二人の作るゲームが人類は醒めない夢を見るとして、抹殺しようとする）社会の様々な場所に構成員が存在しており、事件の黒幕であることが多い。
篠原先生（しのはら）
教育実習の大学生に紛れて内人たちの学校にきた。
明るい性格で生徒達に好かれていたが、文化祭に乱入してきた現金輸送襲撃事件の犯人に人質にされた際は返り討ちにするほどの実力の持ち主。
終盤で創也と内人と対峙し、内人の機転を利かせた活躍により自分の敗北を認め学校の屋上に仕掛けた爆弾の解除コードを教えた。
Y（イプシロン）
窃盗団を逃がすために番組を企画した。
頭脳集団の中では、使いっ走りのアルバイト程度だという。ジャパンテレビに勤めており、堀越ディレクター率いる堀越組の一員。
最終的に正体を暴かれるが、証拠は無く、創也と内人に組織の危険性を警告して立ち去った。
若い男
AKB24の情報を聞き出そうとして佐々木店長に接触してきた。
浦沢 ユラ（うらさわ）
7巻で初登場。
内人が偶然街で出会った少女。
中学3年生、長い黒髪が美しい可憐な容姿に何処か超然とした悪戯っぽい性格。年齢に似合わず達観した精神と異質な価値観を持っており、本人曰く興味があるのは「人類の進歩と調和」、死を世界の摂理と考えており、死ぬことを全く恐れていない。生きるために命を大切にする内人とは鏡に映ったような相反する存在。
その正体は内人と接触するために派遣された「頭脳集団」上級幹部候補生。7巻以降、個人的に興味を持った内人と交流する。その能力は高く、殺気を出さないで攻撃で二階堂卓也に先手を打った他、柳川と正面から戦えるほど。普段は学生として学校に通っている。バスケットボールが得意。歌うのが苦手。内人を美しさで翻弄している。とにかくかわいい。
片瀬さん（かたせ）
倉木博士の元で働いていた。
ユラより地位は低い。ユラ曰く、片瀬さんが一生かかってもなれない地位にユラはいるらしい。
木場本さん（きばもと）
コピー機会社に勤めていた。
内人と創也のクラスメイトである旗本に接触してきた。
二人組
なんでも屋松田のところにやって来た男の二人組。片方は痩せていて背が高い。もう片方は太っていて背が低い。同じ黒背広に黒の帽子、黒のサングラスを身に着けている。
劇中で明確に頭脳集団と語られたわけではないが、その会話から頭脳集団の一員であることが示唆されている。また、この会話を盗聴していた松田は、この会話や二人組の依頼に関するすべての記憶を失っていた。
北条夏音（ほうじょうかのん）
R・RPG「未来からの挑戦」のゲームマスター。
内人たちと同じ中学2年生。「ことば使い師」で、彼女の言った言葉には誰も逆らえない。
頭脳集団での先輩、浦沢ユラのことを「ユラ先輩」ではなく、間違えて「ウラ先輩」と四万回以上も言っている。（ユラは面倒なので訂正するのをやめている）
反省はしない性格。（「ごめんなさ〜い ｺﾂﾝ」です。）
あだ名は「キャノン砲」。

### 主人公の近親者
内人のおばあちゃん
幼い頃の内人に数々のサバイバル知識・精神を教えた人物。その存在は謎に包まれている。
内藤 内記（ないとう ないき）
内人の父。
詳細は不明だが手近な物（雑誌等）を武器にチンピラを軽くあしらったりと、内人と同様に（あるいは以上に）サバイバル知識を持っている様子。そして、タダでもらえるものはとにかくもらうところも内人に似ている。竜王創と知り合い。このごろ発泡酒しか飲めなくなった。（お金が無いため）
竜王 創（りゅうおう つくる）
創也の父。
ハンサムだが不精ひげを生やし、一見ホームレスっぽく見える。その日暮らし。1度R・RPGで創也の前に姿を現し、正体を見破られている。竜王グループから遠ざかっているが、「竜王グループに対抗できるだけの力」を持っている。義母、妻からあまり信用されていない。竜王グループを継ぐ気はなく、また義母も継がせようとしていない。後先を考えない性格は創也に受け継がれている。内藤内記と知り合い。

### その他
真野 萌奈美(まの もなみ)、丸井 丸男(まるい まるお)
同じ作者の「モナミ」シリーズの登場人物。外伝16.5巻にゲスト登場。作者によると今後も登場させる予定であるらしい。作者曰く自分の作るキャラクターの中で最強。

黒夜(コクヤ)
頭脳集団(プランナ)に内人の抹殺を依頼した謎の人物。
内人たちは、21巻で登場した厄子(やくこ)の正体は黒夜なのではないかと推測している。

## 砦（とりで）
竜王グループの開発計画から見放された廃ビルの通称。四方をビルに囲まれ、入り口はビルとビルの隙間の細い路地を通った先にある。創也と内人は最上階の4階を中枢部分として利用しており、部屋には創也が拾って修理したパソコンや周辺機器、自家発電機、ミニコンポ、本棚などがある。牛乳は、腐りやすいため置いていない。
初めて4階まで行く時には創也がつくったトラップを突破しなくてはならなかった。内人は4階のブーブークッション以外をクリアできたが、ジュリアスは引っ掛かり、私立小学校の制服にタバスコのシミがついたり、髪の毛がかんしゃく玉で白くなるなど、さんざんな目に遭っている。さらに、2階には暗視カメラ、1・3階には監視カメラがついていて、4階から監視されている。
トラップ(罠)
一階…なし
二階…糸を使ったタバスコ入りの風船
三階…セメント袋に入ったカンシャク玉
四階…ブーブークッション

## 作中用語
南北磁石（なんぼくじしゃく）
内人の「N」と創也の「S」からとった、内藤内人と竜王創也のチーム名。
竜王グループ（りゅうおう - ）
明治の終わり頃に大きくなり始め、第二次世界大戦後に財閥解体されたものの復活した超巨大総合企業。本作の中のテレビCMでは『アナログからデジタルまで、生活をサポートする竜王グループ』というフレーズを使っている。
時見（ときみ）
様々な現在の現象から未来を予測する技術。またその才能を持つ人間のこと。
個人差はあるが、限られた現在の情報から正確な未来予測が可能。可能なものは数秒先から数十年先まで予測できる。占いとは違い純粋なデータ分析によるものであり、十分なデータがそろわない内には未来を口にしないことが多い。
同じ作者の「僕と未来屋の夏」に出てくる猫柳の職業「未来屋」、「モナミは世界を終わらせる？」に出てくる丸美の能力 「サキミ」と同様のもの。また、「怪盗クイーン」シリーズに出てくる探偵卿ラロは時見の血が流れていることが作者によって明かされている。
四大ゲーム
過去のゲームの中で特に優れている4つのゲームを言う（1：子牛缶殺人事件、2：モグラ･マグロ、3：ジャムへの荷物、4：匣の中の溌剌）。
ルージュ・レーブ
フランス語で、意味は「赤い夢」。
四大ゲームに続く、第五のゲームと呼ばれる。しかし制作者の栗井栄太は「失敗作」と評し、野放しにした。
R・RPG（リアル・ロールプレイングゲーム）
IN塀戸
栗井栄太のR・RPG。
怪人は夢に舞う
南北磁石が制作したR・RPG。栗井栄太からの評価はとても悪かった。そのため、創也が一時自信を失くすまでに至っている。
DOUBLE
栗井栄太が製作したR・RPG。
夢幻
南北磁石の二作目のR・RPG。頭脳集団の「人類は覚めない夢を見る」に近いゲームとなっている。
スパイシティ
真栗さんが作ったゲームを内人が発表したR・RPG。途中で梨田先生に介入され、同作者の「怪盗クイーン」シリーズに登場するドイツのドライ・ドラッヘンも乱入した影響で栗井栄太と創也が死にかけた。

## 既刊一覧

### 小説
はやみねかおる（著） / にしけいこ（イラスト） 『都会のトム＆ソーヤ』 講談社〈YA!ENTERTAINMENT〉、既刊22巻（2022年6月12日現在）
| 作数 | 書名                                       | 初版発行日付   | 発売日         | ISBN              |
| ---- | ------------------------------------------ | -------------- | -------------- | ----------------- |
| 1    | 都会のトム&ソーヤ1                         | 2003年10月10日 | 2003年10月11日 | 4-06-212063-1     |
| 2    | 都会のトム&ソーヤ2 乱!RUN!ラン!            | 2004年7月20日  | 2004年7月17日  | 4-06-212505-6     |
| 3    | 都会のトム&ソーヤ3 いつになったら作戦終了? | 2005年4月16日  | 2005年4月9日   | 4-06-269350-X     |
| 4    | 都会のトム&ソーヤ4 四重奏                  | 2006年4月24日  | 2006年4月25日  | 4-06-269363-1     |
| 5    | 都会のトム&ソーヤ5 IN塀戸（上）            | 2007年7月25日  | 2007年7月26日  | 978-4-06-269383-7 |
| 5    | 都会のトム&ソーヤ5 IN塀戸（下）            | 2007年7月25日  | 2007年7月26日  | 978-4-06-269385-1 |
| 6    | 都会のトム&ソーヤ6 ぼくの家へおいで        | 2008年9月30日  | 2008年9月30日  | 978-4-06-269399-8 |
| 7    | 都会のトム&ソーヤ7 怪人は夢に舞う 理論編   | 2009年11月26日 | 2009年11月28日 | 978-4-06-269427-8 |
| 8    | 都会のトム&ソーヤ8 怪人は夢に舞う 実践編   | 2010年9月22日  | 2010年9月22日  | 978-4-06-269438-4 |
| 9    | 都会のトム＆ソーヤ9 前夜祭 内人side        | 2011年11月30日 | 2011年11月29日 | 978-4-06-269450-6 |
| 10   | 都会のトム＆ソーヤ10 前夜祭 創也side       | 2012年2月28日  | 2012年2月28日  | 978-4-06-269452-0 |
| 11   | 都会のトム＆ソーヤ11 DOUBLE ダブル（上）   | 2013年8月8日   | 2013年8月9日   | 978-4-06-269471-1 |
| 11   | 都会のトム＆ソーヤ11 DOUBLE ダブル（下）   | 2013年8月8日   | 2013年8月9日   | 978-4-06-269474-2 |
| 12   | 都会のトム&ソーヤ12 IN THE ナイト          | 2015年3月10日  | 2015年3月11日  | 978-4-06-269493-3 |
| 13   | 都会のトム&ソーヤ13 黒須島クローズド       | 2015年11月25日 | 2015年11月26日 | 978-4-06-269501-5 |
| 14   | 都会のトム&ソーヤ14 夢幻（上）             | 2017年2月21日  | 2017年2月21日  | 978-4-06-269508-4 |
| 14   | 都会のトム&ソーヤ14 夢幻（下）             | 2017年2月22日  | 2017年2月22日  | 978-4-06-269510-7 |
| 15   | 都会のトム&ソーヤ15 エアポケット           | 2018年3月13日  | 2018年3月15日  | 978-4-06-269514-5 |
| 16   | 都会のトム&ソーヤ16 スパイシティ           | 2019年2月21日  | 2019年2月21日  | 978-4-06-513910-3 |
| 16.5 | 都会のトム&ソーヤ 外伝 16.5 魔女が微笑む夜 | 2020年3月24日  | 2020年3月26日  | 978-4-06-518932-0 |
| 17   | 都会のトム&ソーヤ17 逆立ちするライオン     | 2021年3月25日  | 2021年3月25日  | 978-4-06-522673-5 |
| 18   | 都会のトム＆ソーヤ18 未来からの挑戦        | 2021年7月29日  | 2021年7月29日  | 978-4-06-523719-9 |
| 19   | 都会のトム&ソーヤ19 19BOX〜日常〜          | 2022年3月8日   | 2022年3月8日   | 978-4-06-527027-1 |
| 20   | 都会のトム&ソーヤ20 トムvs.ソーヤ          | 2023年3月30日  | 2023年3月30日  | 978-4-06-531020-5 |
| 21   | 都会のトム&ソーヤ21 神々のゲーム           | 2024年3月28日  | 2024年3月28日  | 978-4-06-534853-6 |

### 漫画
はやみねかおる原作、フクシマハルカ作画でコミカライズされ、フクシマのキャリア初の少年誌連載として2015年9月17日創刊の『少年マガジンエッジ』（講談社）に2016年1月号から2017年4月号にかけて連載、マガジンエッジKCより刊行された。全3巻。
| 巻 | 初版発行日付   | 発売日         | ISBN              |
| -- | -------------- | -------------- | ----------------- |
| 1  | 2016年6月17日  | 2016年6月17日  | 978-4-06-391013-1 |
| 2  | 2016年11月17日 | 2016年11月17日 | 978-4-06-391040-7 |
| 3  | 2017年4月17日  | 2017年4月17日  | 978-4-06-391064-3 |

### 関連書籍
| タイトル                                           | 初版発行日付   | 発売日         | ISBN              |
| -------------------------------------------------- | -------------- | -------------- | ----------------- |
| 都会のトム&ソーヤ 完全ガイド                       | 2009年4月23日  | 2009年4月25日  | 978-4-06-269416-2 |
| 都会のトム＆ソーヤ ゲーム・ブック 修学旅行においで | 2012年8月31日  | 2012年8月31日  | 978-4-06-269458-2 |
| 都会のトム＆ソーヤ ゲーム・ブック 「館」からの脱出 | 2013年11月29日 | 2013年11月29日 | 978-4-06-269481-0 |
| 都会のトム&ソーヤ ゲーム・ブック ぼくたちの映画祭  | 2021年6月2日   | 2021年6月2日   | 978-4-06-519251-1 |
| 都会のトム&ソーヤ 最強ガイド                       | 2021年6月24日  | 2021年6月24日  | 978-4-06-519903-9 |
| 都会のトム＆ソーヤ 映画ノベライズ                  | 2021年7月14日  | 2021年7月14日  | 978-4-06-523720-5 |
| 都会のトム＆ソーヤ ドラマノベライズ ぼくらの砦     | 2021年7月29日  | 2021年7月29日  | 978-4-06-523721-2 |

## オーディオブック
Audibleにて、佐藤恵による朗読で2016年8月より順次オーディオブック化され、2018年11月時点で13巻まで発売されている。

## 実写映画
2021年7月30日公開。監督は河合勇人、脚本は徳尾浩司、主演は本作が映画初主演となる城桧吏。
当初は2020年7月31日公開予定だったが、新型コロナウイルス感染拡大による影響を受けて同年4月16日付で撮影および公開が延期された。その後、10月に撮影を再開し、12月15日改めて2021年に公開となることが発表された。

### 製作
2019年7月28日にはやみねのサイン会にて、実写映画化が発表され、Twitterトレンド1位になるほど話題になった。その後、9月6日に映画公式Twitterを開設し、城桧吏が主人公・内藤内人役に起用された。
スターダストプロモーションが2019年9月に開催した「スターダストプロモーション 第1回 スター☆オーディション」にて男子グランプリを受賞し、本作が俳優デビューとなる酒井大地が竜王創也役を演じるほか、同オーディションにて女子グランプリを受賞した渡邉心結、特別賞・映画賞を受賞した山下森羅と吉原徠地の新人4名が出演する。
2021年3月18日に二階堂卓也役を中川大志が演じると発表され、同年4月15日に改めて公開日が同年7月30日に決定し、同時に予告編も公開された。
2021年5月24日にはジュリアス・ワーナー役を玉井詩織、鷲尾麗亜役を本田翼、柳川博行役を森崎ウィン、神宮寺直人役を市原隼人が演じ、併せて緑黄色社会が主題歌を担当することも発表された。

### スタッフ（実写映画）
- 原作：はやみねかおる『都会のトム&ソーヤ』シリーズ（講談社YA!ENTERTAINMENT刊）
- 監督：河合勇人
- 脚本：徳尾浩司
- 音楽：日向萌
- 謎監修：SCRAP
- 主題歌：緑黄色社会「アーユーレディー」（Epic Records Japan）[13][14]
- エグゼクティブプロデューサー：佐藤成高、安藤親広
- 企画・プロデュース：蔵本憲昭
- プロデューサー：吉村知己、八木佑介
- 共同プロデューサー：新妻貴弘、橘佑香里
- 監督補：吉川祐太
- 撮影：一坪悠介
- 照明：浜田研一
- 録音：赤澤靖大
- 美術：三浦真澄
- 装飾：小山大次郎
- 小道具：大宮琴乃
- 編集：西尾光男
- VFXプロデューサー：赤羽智史
- サウンドデザイン：大河原将
- 特機：佐藤雄大
- 衣裳：丸山佳奈
- ヘアメイク：田鍋知佳
- スクリプター：大西暁子
- 演技事務：横田真美子
- 助監督：森脇実
- 制作担当：若山直樹
- 脚本協力：山下すばる
- 宣伝プロデューサー：南野修一
- 配給：イオンエンターテイメント
- 制作プロダクション：ROBOT
- 製作共同幹事：電通、ヨアケ
- 製作：マチトム製作委員会（電通、ヨアケ、ハピネット、ABEMA、講談社、イオンエンターテイメント、ひかりTV、読売新聞社、ROBOT、スターダストプロモーション）

## ウェブドラマ
2021年7月16日よりインターネットテレビ局ABEMAで連続ドラマ『都会のトム＆ソーヤ ぼくらの砦』として配信。映画版と同じく城桧吏が主演を務める。

### 配信日程（ウェブドラマ）
| 配信回 | 配信日         | サブタイトル                       | 配信時間 | 脚本                 | 監督       |
| ------ | -------------- | ---------------------------------- | -------- | -------------------- | ---------- |
| #1     | 2021年 7月16日 | ARE YOU READY？                    | 20分     | 徳尾浩司、山下すばる | 吉川祐太   |
| #2     | 7月23日        | おうちにつくまでが遠足です         | 20分     | 徳尾浩司、山下すばる | 吉川祐太   |
| #3     | 7月30日        | グレート・エスケープ大作戦1        | 20分     | 徳尾浩司、山下すばる | 佐々木敦規 |
| #4     | 8月6日         | グレート・エスケープ大作戦2        | 20分     | 徳尾浩司、山下すばる | 佐々木敦規 |
| #5     | 8月13日        | 学校の怪談・フライングBOOK         | 21分     | 徳尾浩司、山下すばる | 佐々木敦規 |
| #6     | 8月20日        | 学校の怪談・白日夢？               | 20分     | 徳尾浩司、山下すばる | 佐々木敦規 |
| #7     | 8月27日        | サバイバル・ウォーズ THE BEGINNING | 20分     | 徳尾浩司、山下すばる | 吉川祐太   |
| #8     | 9月3日         | サバイバル・ウォーズ THE END       | 20分     | 徳尾浩司、山下すばる | 吉川祐太   |

### スタッフ（ウェブドラマ）
- 原作：はやみねかおる『都会のトム&ソーヤ』シリーズ（講談社・YA!ENTERTAINMENT刊）
- 総監督：河合勇人
- 監督：吉川祐太、佐々木敦規[33]
- 脚本：徳尾浩司、山下すばる[33]
- 音楽：日向萌
- 謎監修：SCRAP（平井真貴、福本彩夏、堺谷光、武智大吾、高木聡樹）
- ABEMA制作：小出亮太、工藤良真、増本愛理、金山宇宙
- エグゼクティブプロデューサー：佐藤成高、安藤親広
- 企画・プロデュース：蔵本憲昭
- プロデューサー：吉村知己、八木佑介
- 共同プロデューサー：新妻貴弘、橘佑香里
- 主題歌：超ときめき♡宣伝部『むてきのうた〜2021ver〜』[33]
- 撮影協力：学校法人和洋学園
- 製作プロダクション：ROBOT
- 制作著作：2021マチトム製作委員会